# Mikołaj Mniszech (1484–1553)
Mikołaj Mniszech (ur. 1484, zm. 1553) – przybył z Wielkich Kończyc z Moraw podkomorzy nadworny koronny, podkomorzy wielki koronny, burgrabia krakowski mąż Barbary Mniszech z Kamienieckich (zm. ok. 1569).

## Życiorys
Po przybyciu z Moraw w 1534 roku otrzymał starostwo radzyńskie od Zygmunta Starego. Jego synowie, Mikołaj i Jerzy, byli zaufanymi sługami i dworzanami Zygmunta Augusta. 
Pod koniec życia umiarkowany zwolennik kalwinizmu i reformacji, po jego śmierci wszystkie dzieci przeszły na katolicyzm.
- syn: Mikołaj Mniszech (ok.1550–1597)
- syn: Jan Mniszech (ok. 1541–1612) starosta łukowski, krasnostawski
- syn: Jerzy Mniszech (1548–1613) kasztelan radomski, wojewoda sandomierski, ojciec carowej Maryny Mniszchównej.
- córka: Barbara Mniszech, primo voto za Łukaszem Nagórskim starostą garwolńskim, secundo voto za Janem Firlejem marszałkiem wielkim koronnym, tertio voto za Janem Dulskim podskarbim wielkim koronnym
- córka: Katarzyna Mniszech, żona Mikołaja Stadnickiego, burgrabiego zamku krakowskiego
- zięć: Łukasz Nagórski (zm. 1571) starosta garwoliński, marszałek dworu
- teść: Marcin Kamieniecki (zm. 1530) hetman polny koronny
- wnuczka: Maryna Mniszchówna (1588/9–1614) carowa moskiewska
- wnuk: Franciszek Bernard Mniszech (ok. 1590–1661) starosta sanocki, kasztelan sądecki
- wnuk: Andrzej Mniszech (zm. 1653) dworzanin, kuchmistrz
- wnuk: Stanisław Bonifacy Mniszech (ok. 1580–1644) starosta sanocki, lwowski, poseł
- wnuk: Henryk Firlej (1574–1626) prymas
- zięć: Jan Firlej (ur. ok. 1521) marszałek wielki koronny
- zięć: Jan Dulski (zm. 1590) kasztelan chełmiński
- wnuczka: Zofia Dulska (zm. 1631) ksieni benedyktynek